# Solenocaulon sterroclonium
Solenocaulon sterroclonium is een zachte koraalsoort uit de familie Anthothelidae. De koraalsoort komt uit het geslacht Solenocaulon. Solenocaulon sterroclonium werd in 1895 voor het eerst wetenschappelijk beschreven door Germanos. 